# Aurason
Aurason (en francès Oraison) és un municipi francès situat al departament dels Alps de l'Alta Provença i a la regió de Provença – Alps – Costa Blava.

## Demografia
| Evolució de la població |      |      |      |      |      |      |      |      |
| 1793                    | 1800 | 1806 | 1821 | 1831 | 1836 | 1841 | 1846 | 1851 |
| 1555                    | ?    | 1404 | 1471 | 1736 | 1892 | 1855 | 1871 | 1946 |

| 1856 | 1861 | 1866 | 1872 | 1876 | 1881 | 1886 | 1891 | 1896 |
| ---- | ---- | ---- | ---- | ---- | ---- | ---- | ---- | ---- |
| 1998 | 1995 | 2055 | 1962 | 1980 | 1820 | 1780 | 1752 | 1899 |

| 1901 | 1906 | 1911 | 1921 | 1926 | 1931 | 1936 | 1946 | 1954 |
| ---- | ---- | ---- | ---- | ---- | ---- | ---- | ---- | ---- |
| 1944 | 2153 | 2044 | 1735 | 1773 | 1936 | 1784 | 1834 | 1982 |

| 1962 | 1968 | 1975 | 1982 | 1990 | 1999 | 2006 | 2011 | 2016 |
| ---- | ---- | ---- | ---- | ---- | ---- | ---- | ---- | ---- |
| 3054 | 2702 | 2667 | 2963 | 3509 | 4114 | -    | -    | -    |

| 2019 | - | - | - | - | - | - | - | - |
| ---- | - | - | - | - | - | - | - | - |
| -    | - | - | - | - | - | - | - | - |

## Administració
| Període   | Identitat        | Partit                     |
| --------- | ---------------- | -------------------------- |
| 1945-1947 | Émile Bonnet     |                            |
| 1947-1975 | Marcel Sauvecane |                            |
| 1975-1995 | Jean Santucci    | PS                         |
| 1995-     | Michel Vittenet  | UDF, després Divers droite |

## Agerrmanaments
- Traversetolo